# Глен (Донегол)
Глен (англ. Glen; ирл. An Gleann) — небольшая деревня в Ирландии, находится в графстве Донегол (провинция Ольстер). Входит в общину Мива (Mevagh) волости Килмакренан (Kilmacrenan).
Находится на перекрёстке дорог между Милфордом, Леттеркенни, Крислохом и Карригартом.
Некогда в деревне были школа, почтовое отделение и магазин, а ещё раньше — ярмарка. Однако сейчас осталось лишь историческое публичное заведение XVII века, некогда бывшее питейным заведением (shebeen).